# Philosophieunterricht
Der Philosophieunterricht ist das Lehren und Lernen von Philosophie. Er ist Untersuchungsgestand der Didaktik der Philosophie.

## Geschichte
Seit den Anfängen der Philosophie in der Antike wird Philosophie unterrichtet. In der Antike entstehen auch zum ersten Mal verschiedene philosophische Schulen, u. a. die Platonische Akademie. Im Mittelalter wird Philosophie in Klosterschulen unterrichtet. Seit der Einführung des modernen Gymnasiums in deutschsprachigen Ländern im 19. Jahrhundert wird Philosophie auch am Gymnasium unterrichtet.

## Unterrichtsparadigmen
Der französische Fachdidaktiker Michel Tozzi unterscheidet aufgrund einer empirischen Untersuchung fünf Unterrichtsparadigmen:
- Dogmatisch-ideologisch: Zweck des Unterrichts ist die Vermittlung einer Ideologie.
- Historisch-patrimonial: Zweck des Unterrichts ist die Vermittlung der Philosophiegeschichte.
- Problemorientiert: Zweck des Unterrichts ist die Entwicklung des eigenen philosophischen Denkens.
- Demokratisch-diskutierend: Zweck des Unterrichts ist die Erziehung zum mündigen Bürger.
- Praxeologisch-ethisch: Zweck des Unterrichts ist das Handeln gemäß gewissen Werten.[2]

## Philosophie als Schulfach

### Deutschland
In verschiedenen Bundesländern Deutschlands ist Philosophie im Gymnasium ein Fach, das als Grundkurs oder Leistungskurs gewählt werden kann. In vielen Bundesländern wird auch das Ersatzfach für den Religionsunterricht „Philosophie“ genannt (siehe Ethikunterricht in Deutschland).
Davon zu trennen ist das im Saarland in der GOS neben Allgemeiner Ethik (Pendant zu oben genanntem Ersatzfach Philosophie) erteilte Wahlpflichtfach Philosophie, das sich mit Philosophiegeschichte sowie Philosophieerziehung beschäftigt.

### Österreich
In Österreich hat der gymnasiale Philosophieunterricht eine lange Tradition, die bis 1849 zurückreicht. Zunächst wird er als „philosophische Propädeutik“ und später als „philosophischer Einführungsunterricht“ bezeichnet. Heute ist er Teil des Fachs „Psychologie und Philosophie“ und wird in der 8. Klasse unterrichtet, aber nicht in jeder Schule ist Psychologie und Philosophie ein Unterrichtsfach.

### Schweiz
In der Schweiz hat der Philosophieunterricht vor allem in katholischen und französischsprachigen Kantonen eine lange Tradition. Seit der Maturitätsreform von 1994 ist Philosophie im Gymnasium in einigen Kantonen obligatorisches Grundlagenfach, in anderen Kantonen ein Teil des Schwerpunktfachs Philosophie/Psychologie/Pädagogik und ein Ergänzungsfach.

### Frankreich
In Frankreich umfasst der Unterricht in der Oberstufe (dem Lycée) auch einen verbindlichen Unterricht in Philosophie. Rund eine halbe Million Abiturienten legen jährlich eine Abschlussprüfung in Philosophie ab.

## Ethik als Schulfach

### Deutschland
In den 1970er Jahren wird in Deutschland ein Ersatzfach für Religionsunterricht eingeführt. In den meisten Bundesländern dient der Philosophie- oder Ethikunterricht in der Sekundarstufe I als Ersatzfach für Religion, Philosophie wird manchmal als Wahlpflichtfach in der Sekundarstufe angeboten.
„Philosophieunterricht wird grundsätzlich als analytisch-reflexiver Unterricht definiert, Ethikunterricht dagegen berücksichtigt stärker die affektive und soziale Komponente. […] Der Diskurs und die durch den Unterricht angestrebte Orientierungsfunktion [spielen] eine zentrale Rolle in allen Konzeptionen.“ Die Ethik ist eine Teildisziplin der Philosophie. In den deutschen Schulen gibt es Fächer unter den Namen „Philosophie“, „Praktische Philosophie“, „Ethik“, „Werte und Normen“ und „Lebensgestaltung-Ethik-Religionskunde“. In den Konzeptionen der Lehrpläne des Philosophie- oder Ethikunterrichtes der verschiedenen Bundesländer werden teilweise verschiedene Schwerpunkte gesetzt. Wie genau der Philosophie- oder Ethikunterricht genannt wird, hängt vom jeweiligen Bundesland ab.
Ethik (Praktische Philosophie, Werte und Normen, …) als Fach wurde, teilweise als Pflichtfach, politisch zwar eingeführt. Tatsächlich findet aber in an vielen Schulen oder in vielen Stufen kein Unterricht in diesem Fach statt. Wird Unterricht erteilt, dann oft von fachfremden Lehrern. Dies führt zu einer Marginalisierung des Fachs als reines Ersatzfach, das jeder Interessierte unterrichten könne – so z. B. die Situation des Ethikunterrichts in Bayern.
Der französische Philosoph Raphaël Enthoven hat die Tatsache, dass in einem Land mit einer solch großen Tradition philosophischer Denker wie Deutschland der Philosophieunterricht in den meisten Bundesländern nur ein Wahl- oder Ersatzfach zu Religion ist, als „völlig verrückt“, „absurd“ und „erschütternd“ bezeichnet. Während in Frankreich jeder Schüler sich obligatorisch mit den Gedanken zentraler Philosophen beschäftigen müsse und philosophische Debatten eine große Öffentlichkeit hätten, könne es in Deutschland, einem Mutterland der Aufklärung, passieren, dass ein Schüler das Abitur bestehe, ohne je einen philosophischen Text von Kant, Nietzsche oder Marx gelesen zu haben. Philosophie sei ein fundamentales Menschenrecht, das vielen deutschen Schülerinnen und Schülern verweigert werde: „Ich habe Mitleid mit euch.“

### Österreich
Auch in Österreich besteht ein Fach Ethik als Ersatz für den Religionsunterricht.

## Philosophieren mit Kindern
Das Philosophieren mit Kindern ist der Unterricht von argumentativen Fähigkeiten in Hinblick auf das Philosophieren. In einem Bundesland ist Philosophieren mit Kindern ein Schulfach: In Mecklenburg-Vorpommern wird durchgängig von der ersten Klasse an Philosophieren mit Kindern, bzw. Philosophie (in der Sekundarstufe II) als Ersatzfach für Religion unterrichtet. Dieses Schulfach versucht philosophische mit unterrichtlichen Methoden zu verbinden, so dass „Lehrer und Schüler eine Untersuchungsgemeinschaft“ bilden. Die Themen und Methoden sollen „sowohl dem Erfahrungs- und Verstehenshorizont der Schüler als auch den in Vergangenheit und Gegenwart entwickelten philosophischen Ansätzen gerecht“ werden. Der Philosophieunterricht soll die Schüler vor allem zum Nachdenken bringen. Der inhaltliche Schwerpunkt liegt auf dem handlungsbezogenen Denken, den vier Kantischen Fragen:
- Was kann ich wissen? – (Erkenntnistheorie)
- Was soll ich tun? – (Ethik)
- Was darf ich hoffen? – (Religionsphilosophie)
- Was ist der Mensch? – (Anthropologie)